# ルパン三世 (Shusay版)
『ルパン三世』（ルパンさんせい）は、1997年に『週刊Weekly漫画アクション』に連載された日本の漫画である。Shusay作画、高口里純脚本、モンキー・パンチ監修。1981年に連載終了した『新ルパン三世』以来の連載で、『ルパン三世Y』をはじめとする「平成の漫画版ルパン三世」の先駆け的な作品でもある。単行本は全1巻。

## サブタイトル
1. 宝石（ダイヤ）はもう誰も愛さない
2. プリンセス特急（エクスプレス）雪山を行く
3. 眠れぬガンマンに鎮魂歌（レクイエム）を
4. レンブラント夫人の幸福な週末
5. わたしのルパン

## LUPIN The 3rd S スペシャル版
アクションコミックス35周年記念、『ルパン三世』新レーベル「アクションコミックス LUPIN The 3rd Collection」。
収録
- Shusayによるイラストギャラリー
- Shusayによる回顧談
- Shusayによる下絵段階の原稿
- 高口里純による絵コンテ
- 高口里純の描いた峰不二子

## 書誌情報
〈双葉社・アクションコミックス〉
モンキー・パンチ、高口里純、Shusay『ルパン三世』
1998年6月発売、ISBN 4-575-93568-9
〈双葉社・双葉文庫名作シリーズ〉
モンキー・パンチ、高口里純、Shusay『ルパン三世—Takaguchi Shusayスペシャル版』
2001年5月発売、ISBN 4-575-72312-6
〈双葉社・アクションコミックス 4Coinsアクションオリジナル〉
モンキー・パンチ、高口里純、Shusay『ルパン三世 スペシャル版』
2004年7月5日発売、ISBN 4-575-99189-9
〈双葉社・アクションコミックス LUPIN The 3rd Collection〉
モンキー・パンチ、高口里純、Shusay『LUPIN The 3rd S スペシャル版』
2005年1月12日発売、ISBN 4-575-93928-5

### 書誌情報出典
双葉社公式サイト『LUPIN The 3rd ルパン・ザ・サードS スペシャル版』